# Ніколс-Гіллс (Оклахома)
Ніколс-Гіллс (англ. Nichols Hills) — місто (англ. city) в США, в окрузі Оклахома штату Оклахома. Населення — 3870 осіб (2020).

## Географія
Ніколс-Гіллс розташований за координатами 35°32′47″ пн. ш. 97°32′36″ зх. д. / 35.54639° пн. ш. 97.54333° зх. д. (35.546389, -97.543270).  За даними Бюро перепису населення США в 2010 році місто мало площу 5,11 км², з яких 5,08 км² — суходіл та 0,03 км² — водойми.

## Демографія
Згідно з переписом 2010 року, у місті мешкало 3710 осіб у 1667 домогосподарствах у складі 1091 родини. Густота населення становила 726 осіб/км².  Було 1825 помешкань (357/км²).
Расовий склад населення:
| - 93,1 % — білих - 2,0 % — азіатів - 1,9 % — корінних американців - 0,6 % — чорних або афроамериканців |

До двох чи більше рас належало 2,2 %. Частка іспаномовних становила 1,5 % від усіх жителів.
За віковим діапазоном населення розподілялося таким чином: 19,6 % — особи молодші 18 років, 60,8 % — особи у віці 18—64 років, 19,6 % — особи у віці 65 років та старші. Медіана віку мешканця становила 49,8 року. На 100 осіб жіночої статі у місті припадало 93,7 чоловіків;  на 100 жінок у віці від 18 років та старших — 90,6 чоловіків також старших 18 років.
Середній дохід на одне домашнє господарство  становив 231 468 доларів США (медіана — 123 542), а середній дохід на одну сім'ю — 304 682 долари (медіана — 192 330). За межею бідності перебувало 2,8 % осіб, у тому числі 2,3 % дітей у віці до 18 років та 2,2 % осіб у віці 65 років та старших.
Цивільне працевлаштоване населення становило 2013 особи. Основні галузі зайнятості: освіта, охорона здоров'я та соціальна допомога — 27,5 %, науковці, спеціалісти, менеджери — 13,8 %, сільське господарство, лісництво, риболовля — 13,7 %.